# Agnetina cocandica
Agnetina cocandica is een steenvlieg uit de familie borstelsteenvliegen (Perlidae). De wetenschappelijke naam van de soort is voor het eerst geldig gepubliceerd in 1875 door McLachlan.